# Rinaldo (Händel)
Rinaldo (HWV7a och HWV7b – med skillnader i sångstämmorna för de olika rollerna) är en opera seria i tre akter av Georg Friedrich Händel. Librettot är skrivet av Giacomo Rossi efter den italienska riddarromanen La Gerusalemme Liberata av Torquato Tasso. Verket hade urpremiär den 24 februari 1711 på The Queen's Theatre i Haymarket i London (senare The King's Theatre).

## Historia
Verket var den första operan Händel skrev i London. Den var också den första italienska operan som hade urpremiär i England. Operan presenterades vid 15 tillfällen på The Queen's Theatre under 1711, och under de kommande åren sattes den upp i ytterligare fyra omgångar på teatern.
Rinaldo gjorde en enorm succé, trots att Händel bara hade ägnat två veckor till komponerandet. Detta kan delvis ha berott på att uruppförandet var mycket påkostat. Bland sångarna fanns fyra superstjärnor (kastraterna Nicolini och Valentino Urbani samt sopranerna Isabella Girardeau och Elisabetta Pilotti-Schiavonetti). Scenerna från Armidas förtrollade ö hade påkostade kulisser, fyrverkerier och levande fåglar. Allt detta gjorde att det inte fanns några pengar kvar till Händel, efter att man betalt alla i produktionen, men han hade dock gjort sig ett namn i London och blev kvar där resten av sitt liv.
Verket spelades en gång till (men med vissa förändringar) under Händels levnad (1731). Då skedde det med kastratsångaren Senesino, sopranen Anna Maria Strada del Pò och mezzosopranen Antonia Maria Merighi i de viktigaste rollerna.
En av de mest kända ariorna ur Rinaldo är "Lascia ch'io pianga", som har titeln "Dagen är nära" på svenska.

## Roller
| HWV7a                                                             | HWV7b                      |
| ----------------------------------------------------------------- | -------------------------- |

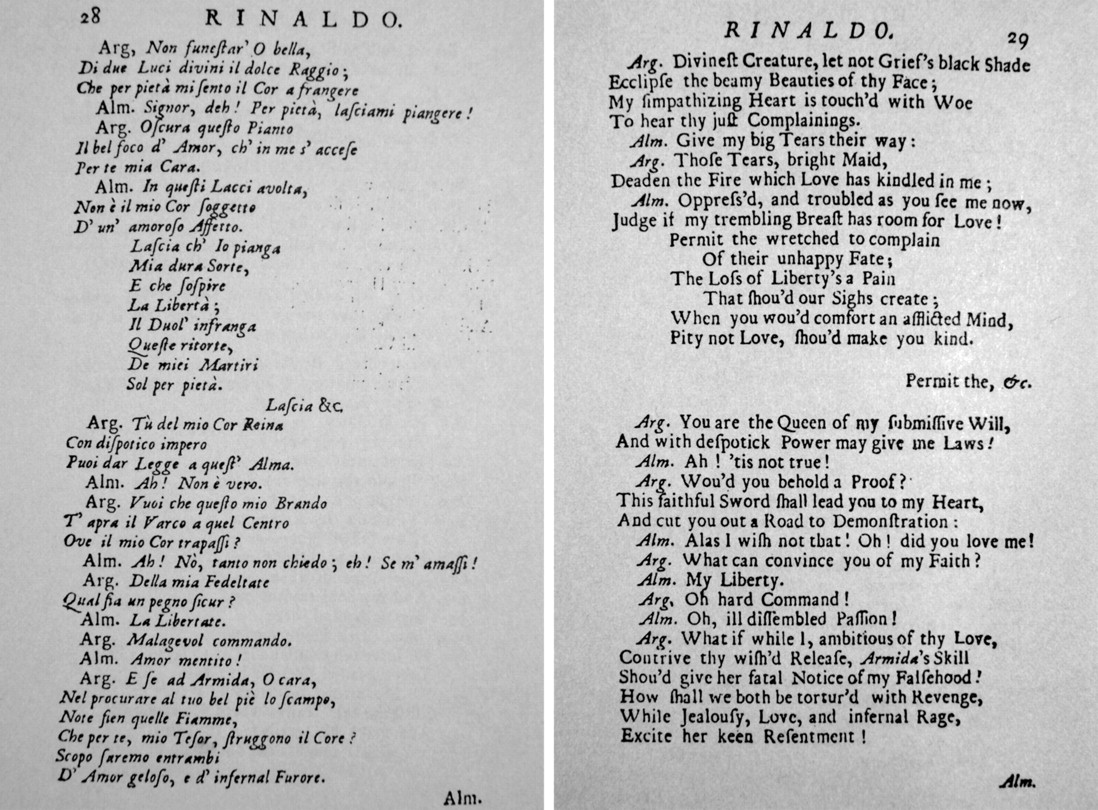
Librettot.

| Rinaldo, befälhavare över korsriddarna - countertenor             | Rinaldo - sopranist        |
| Goffredo, hertig Godefroi de Bouillon - alt                       | Goffredo - tenor           |
| Almirena, dotter till Goffredo - sopran                           | Almirena - sopran          |
| Eustazio, Eustace de Bouillon (bror till Goffredo) - countertenor | Eustazio - rollen struken  |
| Armida, muslimsk trollkvinna och drottning av Damaskus - sopran   | Armida - mezzosopran       |
| Argante, kung av Jerusalem och Armidas älskare - bas              | Argante - mezzosopran      |
| Den kristne magikern - countertenor                               | Den kristne magikern - bas |
| Härold - countertenor                                             | Härold - bas               |

1. ↑  Manlig altsångare
2. ↑  Manlig sopransångare

## Handling

### Akt I
Goffredo har tillsammans med sin bror Eustazio och Rinaldo framgångsrikt belägrat Jerusalem som styrs av saracenen Argante. När operan börjar lovar Goffredo bort sin dotter Almirena till Rinaldo för att knyta denne starkare till sig. Almirena har länge varit föremål för Rinaldos beundran och när han uppvaktar henne så säger hon åt honom att kärlek kan de ägna sig åt när Jerusalem är erövrat, nu ska han koncentrera sig på kriget så att de senare kan gifta sig. Strax därpå kommer Argante för att be om vapenvila. Goffredo är för dagen på givmilt humör och samtycker. När Argante blir ensam kallar han på sin älskarinna, trollkvinnan Armida. Hon dyker då upp ridande på en drake och omgiven av åskmoln och skjutande blixtar.
Nu får man reda på den egentliga anledningen till vapenvilan. Argante och Armida vill ha en frist så att hon kan förhäxa Rinaldo och föra bort honom. Argante är positiv till planen då han är ovetande om Armidas egentliga motiv, att hon är förälskad i Rinaldo.
Almirena och Rinaldo bedyrar varandra sin kärlek i en trädgård när Armida plötsligt dyker upp och för iväg Almirena i ett svart moln och Rinaldo blir bestört ensam kvar. När Goffredo och Eustazio hör nyheten så anser de att de behöver en magiker för att kunna besegra trollkvinnan Armida.

### Akt II
På vägen till magikern blir Rinaldo lurad av en vacker kvinna som påstår sig vara sänd av Almirena men i själva verket är ännu en trollkonst av Armida. Kvinnan för iväg Rinaldo trots att Goffredo och Eustazio gör allt de kan för att hindra detta.
Under tiden går Almirena sorgset runt i Armidas förtrollade trädgård. Argante upptäcker henne och börjar uppvakta henne.

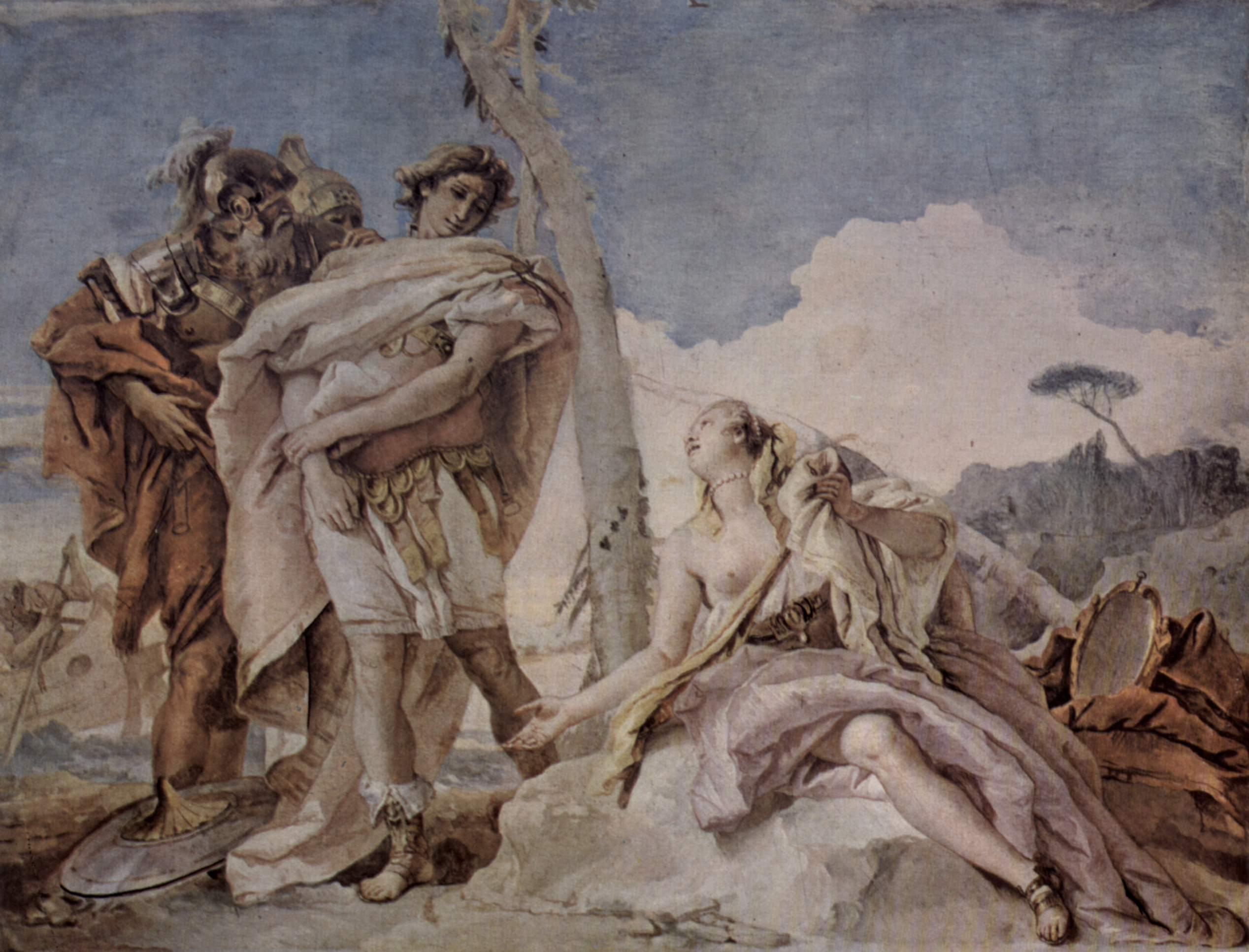
Fresk från Villa Valmarana, Vicenza, Rinaldo förlåter Armida (Giovanni Battista Tiepolo).

När så Rinaldo kommer till palatset lägger Armida en kärleksförtrollning över honom och förändrar sitt utseende så hon ser ut som Almirena. Argante börjar då uppvakta henne i tron att hon är den riktiga Almirena. Armida blir då vansinnig och tänker hämnas.

### Akt III
Goffredo och Eustazio har fortsatt sin resa till magikern och när de når denne får de reda på var Rinaldo och Almirena hålls fångna. De beger sig dit och använder trollkonster för att ta sig in i palatset men Armida låter då marken kring palatset rasa så att de kristna blir hängande i muren kring palatset.
Inne i palatset fortsätter triangeldramat. Armida försöker sticka Almirena med en kniv men Rinaldo försvarar henne men måste samtidigt slåss med vålnader Armida framkallat.
Till slut når Goffredo och Eustazio in i palatset och de trollar så att trädgården förändras till Jerusalems omgivningar. Åter försöker Armida döda Almirena men lyckas inte tack vare Rinaldo. Istället försvinner hon och återförenas med Argante. Muslimernas och de kristnas trupper möts nu och Argante och Armida förlorar och blir tillfångatagna. Operan slutar med att Jerusalem är befriat, Almirena och Rinaldo får varandra och Argante och Armida konverterar till kristendomen.